# Lamprosema phaeopasta
Lamprosema phaeopasta là một loài bướm đêm trong họ Crambidae.